# Chiến tranh Liên minh thứ Ba
| Chiến tranh Liên minh thứ Ba: Áo                                      |                                                               |
| [Bản đồ tương tác toàn màn hình]                                      |                                                               |
| trận chiến hiện tại Napoléon chỉ huy Napoléon không nắm quyền chỉ huy |                                                               |
|                                                                       | Biểu đồ hiện đang tạm thời không khả dụng do vấn đề kĩ thuật. |

Liên minh thứ ba là một liên minh quân sự gồm các vương quốc Anh, Nga, Áo, Thụy Điển, Bồ Đào Nha, Napoli và Sicilia chống lại hoàng đế Napoléon Bonaparte và Đệ nhất đế chế Pháp cùng các đồng minh Tây Ban Nha, vương quốc Ý, Bayern, Etruria, Batavia, công quốc Württemberg trong các năm 1805 và 1806.

## Từ Hòa ước Amiens tới Liên minh thứ ba
Mặc dù Vương quốc Anh và Đế quốc Pháp đã ký Hòa ước Amiens ngày 25.3.1802, kết thúc chiến tranh giữa Pháp và Liên minh thứ hai, nhưng nền hòa bình không được vững chắc. Tháng 5 năm 1803, Anh bắt giữ 1.200 tàu buôn của Pháp và Hà Lan trên các hải cảng Anh. Ít ngày sau, Pháp trả đũa, bắt mọi người Anh trên đất Pháp rồi theo đuổi chính sách bảo hộ mậu dịch, phong tỏa thị trường tiêu thụ của nền kỹ nghệ Anh, đồng thời ngăn cản các hàng nhập cảng cần thiết của Anh, nhất là sản phẩm nông nghiệp mà Anh không thể tự túc được. Cuộc xung đột trở nên không thể tránh được, khi quân Anh không chịu di tản khỏi đảo Malta và Napoléon gửi quân đi để dập tắt cuộc cách mạng Haiti.
Ngày 23.5.1803, Vương quốc Anh chính thức tuyên chiến với Đế quốc Pháp. Thủ tướng Anh thời đó là William Pitt tăng cường các nỗ lực ngoại giao nhằm lập Liên minh thứ ba. Ngày 11.4.1805, Vương quốc Anh và Nga ký hiệp ước liên minh. Anh tài trợ mỗi năm 1,25 triệu bảng Anh cho 100.000 quân Nga. Anh cũng tìm cách lôi kéo Áo và ngày 11.6.1805 Áo gia nhập Liên minh. Thụy Điển cũng theo Liên minh từ ngày 9.8.1805 và ngày 31.10.1805 Thụy Điển tuyên chiến với Pháp.

## Chiến trận tại Đức
Napoléon tập trung quân đội Pháp, Tây Ban Nha và CH Batavia tại các trại ở Boulogne (bắc Pháp) gồm bộ binh, kỵ binh và hải quân có lúc lên tới 350.000 quân, nhằm tấn công Vương quốc Anh. Mục tiêu của thủ tướng Anh là triệt tiêu sự đe dọa đó của Pháp. Quân Liên minh tấn công cùng lúc Vương quốc Hannover (do Pháp chiếm từ 27.5.1803) với 40.000 quân Nga-Anh-Thụy Điển, vùng sông Danube với 180.000 quân Nga-Áo và vùng bắc Ý với 142.000 quân Áo.
Napoléon tập trung tấn công vào trung tâm lực lượng Liên minh ở Đức, trong khi thống chế Pháp André Masséna và Gouvion Saint-Cyr phải kìm giữ quân Liên minh tại bắc Ý.
Quân Áo quyết định chờ quân Pháp tại vùng núi Schwarzwald (tây nam Đức), nhưng Napoléon triển khai quân cắt đứt liên lạc giữa quân Áo và quân Nga. Tháng 9 năm 1805, đại quân Pháp vượt sông Rhine rồi sông Main. Thống chế Pháp Michel Ney thắng tướng Áo Karl Mack tại trận Elchingen (Bayern) và vây quân tướng Karl Mack tại Ulm (bên sông Danube, Đức) khiến tướng Mack phải đầu hàng ngày 19.10.1805.

## Trận hải chiến ở Tây Ban Nha
Cùng thời gian đó liên quân Pháp - Tây Ban Nha do Đô đốc Pháp Pierre Villeneuve chỉ huy bị Hải quân Anh của Đô đốc Horatio Nelson đánh tan tành trong trận hải chiến Trafalgar (Tây Ban Nha, ngày 21.10.1805); chiến công này là một trong những chiến thắng quyết định nhất trên biển, chứng tỏ quyền làm chủ trên biển của Vương quốc Anh. Đô đốc Horatio Nelson bị thương nặng; ông đã hy sinh trong giờ phút thắng trận, và sự kiện này củng cố vai trò anh hùng dân tộc nước Anh của ông, mà ông đã đạt được sau vài trận thắng quân Pháp trước đây. Về phía đám bại quân, vết thương chí tử của Đô đốc Tây Ban Nha là Don Federico Carlos Gravina y Nápoli cũng dẫn tới cái chết của ông ta vào năm 1806; còn Đô đốc Pháp Pierre Villeneuve thì bị bắt sống, nhưng sau này ông ta được tha và tự sát.
Tại Trung Âu, ngày 2 tháng 12 năm 1805, dù ít quân hơn, hoàng đế Napoléon đã đánh bại liên quân Áo-Nga do Nga hoàng Aleksandr I và Hoàng đế Áo Franz II chỉ huy trong trận Austerlitz (nay là Slavkov, Cộng hòa Séc), buộc quân Nga phải rút về Ba Lan và Áo phải ký hòa ước Pressburg vào ngày 26.12.1805, nhượng Venezia cho Ý (do Napoléon làm vua) và vùng Tyrol cho Vương quốc Bayern. Liên minh thứ ba tan rã.

## Trận Austerlitz
Trận này được coi là một đại thắng vẻ vang nhờ vào vận động, chứ không phải là tấn công trực diện. Napoléon I đã cố tình phơi trần cánh trái có vẻ yếu ớt của quân ông, thậm chí còn từ bỏ cao điểm Pratzen, nhử cho liên quân tấn công để mở rộng quá trớn mặt trận của họ. Mở đầu trận đánh, quân Nga do chủ quan với "mộng tưởng gieo roi" của mình nên liên tiếp bị đánh lui, song họ với chiến đấu ngoan cường. Sau đó, quân Pháp công kích vào giữa tuyến liên quân - làm cho trung quân của Liên quân gần như bị hủy diệt hoàn toàn, trong khi quân cánh trái của Napoléon I đánh thốc vào sườn và đội hậu quân của liên quân. Trận chiến này diễn ra ác liệt, nhưng đã trở thành một minh chứng cho lòng cả tin của Hoàng đế vào đoàn hùng binh Pháp và góp phần chứng nhận vai trò của họ là đội quân mạnh nhất châu Âu thời đó. Gần như trong suốt trận đánh, Napoléon I gần như liên tiếp nắm quyền chủ động, và quân ông đã chiếm được cao điểm Pratzen. Các Thống chế Joachim Murat và Jean Lannes thay vì ganh tị nhau thì đã hợp tác rất chặt chẽ, và sự kết hợp vững chắc giữa Bộ binh và Kỵ binh tả quân Pháp đã mang lại chiến thắng rất lớn cho tả quân Pháp. Trong cuộc giao chiến của đội Cận vệ Pháp với đội Cận vệ Nga, khi quân Nga thắng lớn và đập tan vài đơn vị tinh nhuệ nhất của Pháp, các chiến sĩ Pháp với lòng quả cảm đã nghe theo tiếng gọi đầy khí phách của Chuẩn tướng Jean Rapp mà quét sạch tốp Pháo binh Nga, đập tan nát quân Nga bằng một cuộc giao chiến hết mực đẫm máu. Đại công phá Nga đã khiến cho Rapp được phong làm Thiếu tướng không lâu sau đó. Hữu quân Nga-Áo bị cắt đứt liên lạc với tả quân Nga-Áo, và lúc "Mặt trời Austerlitz" bắt đầu lặn cũng là lúc quân Nga bị đại bại sau suốt một ngày giao chiến, phải triệt binh trong hỗn loạn. Trong suốt cuộc giao chiến, các chiến binh Mamluk của Napoléon I có sức chiến đấu ấn tượng đã góp phần đánh thắng đội Kỵ binh Cận vệ Nga, cống hiến cho thắng lợi vang dội của quân Pháp. Mặc dầu đã chiến đấu rất kiên cường, anh dũng, liên quân Nga - Áo phải hứng chịu tổn thất nặng nề; thất bại nặng của họ là do sai lầm lớn của Bộ Tư lệnh họ. Nhiều chiến sĩ Nga khi rút quân trên hồ Satschan đóng băng còn bị chết đuối khi quân Pháp bắn nã vào cái hồ này, các binh sĩ liên quân bị vây khốn. Người ta cho rằng chính Hoàng đế Napoléon I đã xuống lệnh cho quân Pháp làm đòn giáng nặng đến thế. Aleksandr I đã khóc rống giữa trận tiền, và tổn thất của quân Pháp thắng trận tuy nặng nề nhưng còn ít hơn liên quân Nga-Áo. Trong cơn thảm kịch, nhiều binh sĩ liên quân còn vứt bỏ từ vũ khí. Đoàn quân Pháp thắng lợi tóm gọn được rất nhiều tù binh về chiến lợi phẩm của quân Nga và quân Áo. Napoléon I thắng to đã đập tan kế hoạch cản trở ông của liên quân, và những mất mát đau đớn của liên quân chiếm đến gần 1/3 tổng quân lực của họ. Quân Nga đặc biệt thây chất đầy đồng, và đến cả đội Cận vệ tinh nhuệ của họ cũng đại bại. Mặt khác, một số lực lượng của liên quân đã thoát khỏi cái bẫy của Napoléon I. Man đêm buông xuống đã khiến cho quân Pháp không thể truy sát gì thêm. Trong khi liên quân bị đẩy vào nội thành Austerlitz, Napoléon I đã chiếm giữ đường sá tới Olmütz. Chiến thắng vẻ vang của quân Pháp tại Austerlitz như là lần thứ ba Napoléon I đánh thắng nước Áo, và là một cú đấm vào mặt Liên minh thứ ba, trước hết là hạ gục "cánh" Áo của Liên minh, khiến Liên minh phong kiến này tan rã. Tinh thần của họ đã rã rời, và chỉ hai ngày sau khi bại trận thì Hoàng đế Franz I đã phải thân hành đến gặp Napoléon I. Trận Austerlitz trở thành một trong những chiến thắng lừng vang hơn cả trong lịch sử châu Âu thời cận - hiện đại. Với chiến thắng lớn lao này - thắng lợi vẻ vang của sách lược của Hoàng đế nước Pháp trước liên quân hùng mạnh Nga - Áo, Đế chế Pháp chiếm ưu thế tuyệt đối trên bộ trong cục diện cuộc Chiến tranh Liên minh thứ ba, khiến Napoléon I càng thêm tham vọng nắm bá quyền châu Âu.
Ngoài là hậu quả cay đắng cho sai lầm của Nga hoàng, chiến thắng huy hoàng này có ý nghĩa rất to lớn đối với quân Pháp vì diễn ra đúng vào ngày kỷ niệm lễ đăng ngôi của Hoàng đế Napoléon I và còn phát huy đại thắng ở Ulm trước đó. Trong khi thắng lợi ấy đưa ông đến tầm cỡ Julius Caesar, sau chiến thắng oanh liệt, ông đã đọc bản Tuyên cáo thứ 30 để tuyên dương ba quân. Sự bền bỉ của ông nhằm đạt mục đích lớn khiến các quân lực Âu châu phải hoảng. Với thảm kịch của Aleksandr I, Napoléon I thắng Nga trong cuộc chiến này còn oanh liệt hơn cả hồi Chiến tranh Liên minh thứ hai. Trên đà chiến thắng, vị Đại Hoàng đế dễ dàng đặt ra điều khoản cho nước Áo thất trận. Đồng thời, ông cũng tổ chức truy kích rất bài bản. Vào ngày 26 tháng 12 năm 1805, Pháp và Áo ngồi vào bàn đàm phán với Hiệp ước Pressburg, qua đó nước Áo rút khỏi chiến tranh, củng cố lại các Hiệp ước Campo Formio và Lunéville trước đó, buộc Áo buông bỏ quyền kiểm soát một số vùng ở Đức cho các đồng minh của Napoléon I, và buộc vương triều Habsburg phải giao nộp 40 triệu quan Pháp chiến phí, chấm dứt uy thế của người Áo trên đất Đức. Nhà nước phong kiến Áo bị hạ nhục; Quân đội Nga được phép quay trở về quê nhà. Nhưng đến đây, Napoléon I đã hoàn tất sự lăng nhục Đế quốc Nga bằng việc đập tan di sản huy hoàng của Nga hoàng Ekaterina II đã để lại cho họ. Với Hiệp ước Pressburg, chiến dịch năm 1805 huy hoàng của Napoléon I - mà đỉnh điểm là đại thắng ở Austerlitz vẻ vang - đã hoàn tất. Chiến thắng cũng đã đưa đến việc thành lập Liên minh sông Rhine, bao gồm các quốc gia của Đức có nhiệm vụ làm tấm đệm giữa Pháp và Trung Âu - như vậy Đế chế Pháp và vươn tầm ảnh hưởng ra tới tận con tim của đất Đức. Với ý nghĩa trọng đại của mình, đại thắng ở Austerlitz đã mang lại vương vị cho các anh em của vị Hoàng đế nước Pháp. Vương quốc Phổ, trước trận Austerlitz từng gửi tối hậu thư cho Napoléon I, đã phải khuất phục. Như thế, chiến thắng quyết định của ông đã củng cố hoàn toàn vai trò liệt cường của Đế chế Pháp, đánh thắng mọi kẻ thù ở châu Âu và hạ nước Áo thành một Nhà nước tầm thường. Chiến thắng oanh liệt ở Austerlitz cũng là một thảm họa đối với các lực lượng chống Pháp ở Ý. Cũng với đại thắng rất tiếng vang này - Napoléon I cho là thể hiện rõ nét tính "thiêng liêng" của chiến tranh, các chiến sĩ của ông có vẻ như trở nên bất khả chiến bại. Trận thắng lớn ở Austerlitz khiến cho cái tên Người thắng trận Austerlitz trở nên gắn chặt với Napoléon I, và sau đại thắng ông đã cho xây Khải Hoàn Môn Paris. Sự tan vỡ của khối Liên minh thứ ba là một đòn giáng nghiêm trọng vào Thủ tướng Anh Quốc William Pitt Trẻ, khiến cho ông vô cùng tuyệt vọng, dẫn tới sự suy sụp tinh thần của ông và cứ theo đó ông qua đời. Rồi, vào năm 1806, Hoàng đế Franz II - cảm thấy Đế chế Đức đã tan rã trước đà thắng lợi của Napoléon I - buộc phải cáo chung Đế chế và chỉ còn giữ lại ngôi Hoàng đế Franz I của Áo. Mặc dù vậy nhưng hòa bình không kéo dài khi mà nước Phổ nhanh chóng tham chiến trong Liên minh thứ tư vào năm 1806 - khi Napoléon I đã phát huy đại thắng Austerlitz bằng chiến công phá Phổ. Bên cạnh thiên tài quân sự của Napoléon I, sự thiếu hụt tài năng chính trị của ông đã được thể hiện ngay sau đại thắng ở Austerlitz: ông đã không lật đổ Vương triều nhà Habsburg, và điều này tạo tiền đề cho thất bại quyết định của Napoléon I nói riêng và nền Đế chế thứ nhất nói chung. Song, chiến thắng uy vũ của ông với giá trị chiến lược to lớn cũng tạo điều kiện cho ông vẽ lại bản đồ và làm bá châu Âu, và cho Đế quốc Ottoman tuyên chiến với Nga vào năm 1806. Đối với Aleksandr I, đại bại ở Austerlitz là cuộc thử lửa trong cuộc đời của ông.
Trận Austelitz trở thành một chiến tích "lấy ít thắng nhiều" hiển hách của thiên tài quân sự Napoléon I và đoàn tinh binh Pháp, với tầm vóc quyết định hoàn toàn một cuộc chiến tranh. Thậm chí có ý kiến xem trận thắng này cùng với trận Nashville (1864) thời Nội chiến Hoa Kỳ là một trong hai thắng lợi mỹ mãn nhất trong quân sử. Vốn trước trận này, tình hình rất hiểm họa cho nên chiến thắng tại Austerlitz trở nên rất hệ trọng đối với ông, và thảm họa này chứng tỏ quân Áo đã không thể rửa hận cho thất bại ở trận Marengo trước kia. Một lần nữa đại thắng, Napoléon I qua thắng lợi "đầu tay" này đã ghi dấu án sự linh động của quân tinh nhuệ Pháp trong chiến dịch năm 1805. Bên cạnh mọi vinh quang rực chói của chiến thắng Austerlitz đập nát khối Liên minh thứ ba, Napoléon I đã thất bại ngay từ khi ảo mộng bá quyền của ông dâng trào do trước đó Hải quân Pháp bị Hải quân Vương quốc Anh đánh tan trong trận Trafalgar - một thảm họa làm hạn chế sự huy hoàng của nước Pháp trong năm thắng lợi 1805, mặc dù nhất thời chiến thắng vang dội tại Austerlitz đập tan khối Liên minh do Anh Quốc lập ra đã che lấp và gỡ gạc cho đại bại ở Trafalgar. Thực chất, sau đại thắng này, việc phát huy triệt để và hoàn tất chiến tích của Napoléon I được coi là một trường hợp hiếm có.

## Các trận chiến giữa phe Pháp và Liên minh thứ ba
- 22.7.1805: trận hải chiến Finisterre (Tây Ban Nha), Anh thắng Pháp-Tây Ban Nha
- 8.10.1805: trận Wertingen (Đức), Pháp thắng Áo
- 21.10.1805: trận hải chiến Trafalgar (Tây Ban Nha), Anh thắng Pháp-Tây Ban Nha
- 30.10.1805: trận Caldiero (Ý), Pháp thắng Áo
- 4.11.1805: trận hải chiến Cape Ortegal (Tây Ban Nha), Anh thắng Pháp
- 11.10.1805: trận Haslach-Jungingen (Đức), Pháp thắng Áo
- 14.10.1805: trận Elchingen (Đức), Pháp thắng Áo
- 15 - 17.10.1805: trận Ulm (Đức), Pháp thắng Áo
- 5.11.1805: trận Amstetten (Áo), Pháp thắng Áo-Nga
- 11.11.1805: trận Dürenstein (Áo), không thắng bại giữa Pháp và Áo-Nga
- 16.11.1805: trận Hollabrunn, Pháp thắng Áo-Nga
- 2.12.1805: trận Austerlitz (nay CH Séc), Pháp thắng Áo-Nga
- 26.2 - 18.7.1806: trận Gaeta (Ý), Pháp thắng Vương quốc Napoli và Sicilia
- 10.3.1806: trận Campo Tenese (Ý), Pháp thắng Vương quốc Napoli và Sicilia
- 4.7.1806: trận Maida (Ý), Anh-Sicilia thắng Pháp-Ý-Thụy Sĩ